# 동물 의식
동물 의식 (動物意識) 또는 동물의 자각 능력은 100년 넘게 활발히 연구되어 왔다. 1927년 Carr은 동물의 의식성에 관한 모든 이해나 측정은 "인간의 의식성의 기본적인 조건들에 관한 확실하고 완벽한 지식"에 달려있다고 주장했다. 1985년 Burghardt에 따르면, "가장 좋은 방법은 -태아와 유아 그리고 어린이들의 자아의식, 자각, 의사소통, 목적, 믿음, 그리고 반영-의 출현(조짐)과 개체발생을 밝혀내기 위한 관찰과 실험(특히 정신물리학으로써)이다" 동물자각의 주제는 많은 어려움으로 둘러싸여 있다. 그것은 특별히 심각한 형태로 다른 지성들의 문제로 표시된다. 왜냐하면, 인간의 언어를 표시할 능력이 부족한 동물들은, 그들의 경험을 우리에게 말해줄 수 없기 때문이다. 또한 문제에 대해 객관적으로 이유를 달기 어렵다. 왜냐하면 동물이 자각 있음에 대한 부인은, 동물이 느끼지 못하거나 동물의 생명이 가치없거나 그토록 해로운 도덕적으로 잘못되지 않았음을 암시함을 종종 얻게 된다. 17세기 프랑스 철학자 르네 데카르트는 예를 들어, 때때로 동물을 잘못 다룬다고 비난받아왔다. 왜냐하면, 그는 유일하게 인간만이 자각이 있다고 주장했기 때문이다.

## 같이 보기
- 동물 인지
- 동물 의사소통
- 동물권
- 인공 의식
- 알아차림
- 생물기호학
- 통 속의 뇌
- 의식 (심리철학)
- 수반현상설
- 설명적 간극
- 심신 문제
- 심리철학
- 자의식
- 중생 (불교)
- 비거니즘

## 참고 문헌
- 김동훈, 동물법 이야기, 펫러브, 2013. ISBN 9788996527121